# Conselho Coordenador dos Institutos Superiores Politécnicos
O Conselho Coordenador dos Institutos Superiores Politécnicos (CCISP) (Portugal) é um órgão de representação conjunta dos estabelecimentos públicos de ensino superior politécnico.
Integram-no:
- Os presidentes dos institutos politécnicos públicos;
- Um representante das escolas superiores de enfermagem não integradas em instituto politécnico ou universidade.

São seus membros honorários as restantes escolas superiores politécnicas não integradas em instituto politécnico ou universidade (Escola Superior de Hotelaria e Turismo do Estoril e Escola Náutica Infante D. Henrique).

## Disposições legais
- Criado pelo Decreto-Lei n.º 513-L1/79, de 27 de Dezembro, então como Conselho Coordenador da Instalação dos Estabelecimentos de Ensino Superior Politécnico (revogado, na parte que se referia ao Conselho pelo Decreto Lei n.º 344/93, de 1 de Outubro).

- Pelo Decreto-Lei n.º 3/87, de 3 de Janeiro, que procedeu à redefinição organizacional do Ministério da Educação (n.º 2 do artigo 31.º) passou a designar-se Conselho Coordenador dos Institutos Superiores Politécnicos.

- Mencionado expressamente pela Lei do Estatuto e Autonomia dos Estabelecimentos de Ensino Superior Politécnico (Lei n.º 54/90, de 5 de Setembro, alterada pelas Leis n.ºs 20/92, de 14 de Agosto, e 71/93, de 26 de Novembro), no seu artigo 49.º [revogada pela Lei n.º 62/2007, de 10 de Setembro (Regime jurídico das instituições de ensino superior)].

- O Decreto-Lei n.º 344/93, de 1 de Outubro, aprova um novo estatuto jurídico do Conselho Coordenador dos Institutos Superiores Politécnicos (CCISP), revogando as disposições do Decreto-Lei n.º 513-L1/79 referentes ao Conselho.

- O Decreto-Lei n.º 19/95, de 28 de Janeiro, alarga a composição do CCISP ao presidente do Instituto Politécnico de Macau.

- O Decreto-Lei n.º 205/95, de 8 de Agosto, (artigo 18.º) alarga a composição do CCISP às escolas superiores de enfermagem públicas não integradas em universidade ou instituto politécnico, através de um representante.

- Por força da cessação da administração portuguesa do Território de Macau, o presidente do Instituto Politécnico de Macau deixou de integrar o CCISP.

- O regimento do Conselho foi aprovado pelo mesmo em 2 de maio de 2006[2]

- Objeto de referência genérica no artigo 18.º da Lei n.º 62/2007, de 10 de Setembro (Regime jurídico das instituições de ensino superior).